# Wilhelm Filchner

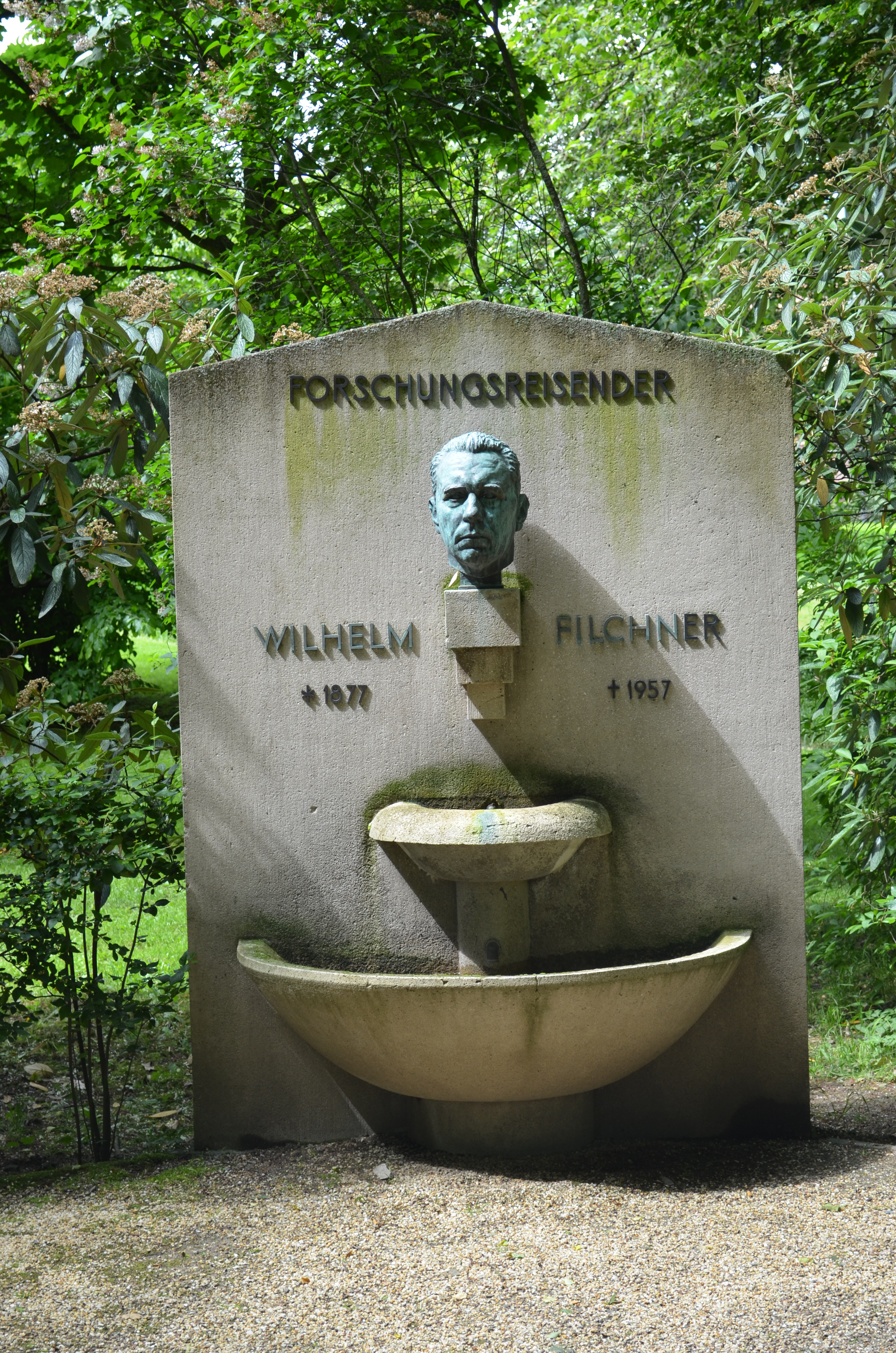
Wilhelm Filchner

Wilhelm Filchner (München, 1877. szeptember 13. – Zürich, 1957. május 7.) német tudós és felfedező, az 1911–1912-es első német antarktiszi expedíció vezetője.

## Életrajza
Wilhelm Filchner 1877. szeptember 13-án született a németországi Münchenben. 21 éves volt, amikor részt vett egy oroszországi expedíción, majd két évvel később egyedül, lóháton utazott a Pamír hegységbe. 1903-tól 1905-ig egy tibeti expedíciót vezetett.

## Expedíció az Antarktiszra
Tibetről hazatérve őt bízták meg egy német expedíció szervezésével, melynek célja az Antarktisz feltérképezése volt. 1911. május 4-én indultak hajójukkal Németországból a Spitzbergákra. A Weddell-tengeren 77° 50'-ig jutottak el, feltérképezték a Luitpold Coast. Az ő expedíciójuk volt az első, amely James Weddell után mintegy 80 évvel a Weddell-tengerig eljutott.

## Későbbi élete
Filchner soha nem tért vissza az Antarktiszra, de 1926-1928 között ismét megjárta Tibetet, ahol térképészeti felméréseket és mágneses megfigyeléseket végzett; majd 1939-1940 között mágneses felmérést végzett Nepálban. 
Filchnert 79 éves korában Svájcban, Zürichben érte a halál.

## Főbb művei
- Wilhelm Filchner: Egy kutató élete
- Wilhelm Filchner: A hatodik kontinens (fordítás William Barr, 1994)

### Magyarul
- Kínából Indiába. A Hoang-hótól az Indusig; ford. Halász Gyula; Athenaeum, Bp., 1943 (Ismeretlen világok)